# روبرت زاندر (لاعب كرة قدم)
روبرت زاندر (بالسويدية: Robert Zander)‏ (18 سبتمبر 1895 بلوليو في السويد - 27 يونيو 1966 بغوتنبرغ في السويد) هو لاعب كرة قدم سويدي في مركز حراسة المرمى، شارك في الألعاب الأولمبية الصيفية 1924. وشارك مع منتخب السويد لكرة القدم. أما مع النوادي، فقد لعب مع نادي أورغريته.

## وصلات خارجية
- روبرت زاندر على موقع ناشيونال فوتبول تيمز (الإنجليزية)
- روبرت زاندر على موقع عالم كرة القدم.نت (الإنجليزية)
- روبرت زاندر على موقع أوليمبيديا (الإنجليزية)
- روبرت زاندر على موقع اللجنة الأولمبية السويدية (السويدية)